# مدرسة اوغسبورغ الدولية
مدرسة اوغسبورغ الدولية هي مدرسة دولية خاصة تقع في آوغسبورغ, ألمانيا.

## الروابط الخارجية
1. ↑  International School Augsburg – Entry (German) - website provided by Regio A3, last downloaded on April 24, 2012. نسخة محفوظة 16 ديسمبر 2019 على موقع واي باك مشين.
2. ↑  International School Augsburg – Institutions (German) - website provided by Wirtschaftsregion Augsburg Förderverein e.V., last downloaded on April 24, 2012. نسخة محفوظة 12 يونيو 2017 على موقع واي باك مشين.

- Official website of the International School Augsburg
- Association "Friends of ISA"